# Falls Church
Falls Church ist eine unabhängige Stadt im US-Bundesstaat Virginia. Sie liegt im Ballungsgebiet Baltimore-Washington, D.C. Das U.S. Census Bureau hat bei der Volkszählung 2020 eine Einwohnerzahl von 14.658 ermittelt. Weitaus mehr Menschen wohnen in Greater Falls Church, verwenden jedoch Falls Church als Adresse. Die Statistikbehörde verbindet Falls Church und Fairfax mit Fairfax County für statistische Zwecke. Beide Haltestellen der Metro mit „Falls Church“ im Namen befinden sich außerhalb der Stadt in den angrenzenden Countys.
2011 war Falls Church die reichste Gemeinde der Vereinigten Staaten nach Haushaltseinkommen (113.313 US-Dollar) und hatte die niedrigste Armutsquote.

## Geographie
Mit einer Fläche von nur 5 km² ist Falls Church nach der Fläche die kleinste unabhängige Stadt der USA. Die kleinste unabhängige Stadt in Virginia nach Einwohnerzahlen ist Norton.
Falls Church grenzt an Fairfax County und Arlington County. Einige Gebiete von Fairfax County (insbesondere West Falls Church) verwenden auch die Postleitzahl von Falls Church.

## Sonstiges
In der Fernsehserie JAG – Im Auftrag der Ehre befindet sich dort das JAG-Hauptquartier; tatsächlich ist das Büro des US Navy Judge Advocate General’s Corps in Washington, D.C.
In der Fernsehserie The Americans ist Falls Church der Wohnort der Protagonisten, die als KGB-Agenten für die Sowjetunion tätig sind.
In Falls Church befindet sich das Cherry Hill Farmhouse, ein Museum.
Falls Church war im Juli 2021 der Tagungsort des 22. Baptistischen Weltkongresses.

## Söhne und Töchter
- Nancy Kyes (* 1949), Schauspielerin, Pseudonym Nancy Loomis
- Gillian Bradshaw (* 1956), Schriftstellerin
- Jane Brucker (* 1958), Schauspielerin
- Mark Thomas Vande Hei (* 1966), NASA-Astronaut
- Mike Litt (* 1967), Hörfunkmoderator, DJ und Journalist
- Joey Beard (* 1975), Basketballspieler
- Louisa Krause (* 1986), Schauspielerin, Musicaldarstellerin
- Ryan Shane (* 1994), Tennisspieler
- Anna Heilferty (* 1999), Fußballspielerin